# GM-Opel Diesel
GM-Opel Diesel – rodzina czterocylindrowych silników wysokoprężnych, produkowanych przez koncern General Motors. Były to pierwsze jednostki wysokoprężne, jakie napędzały samochody Opel.

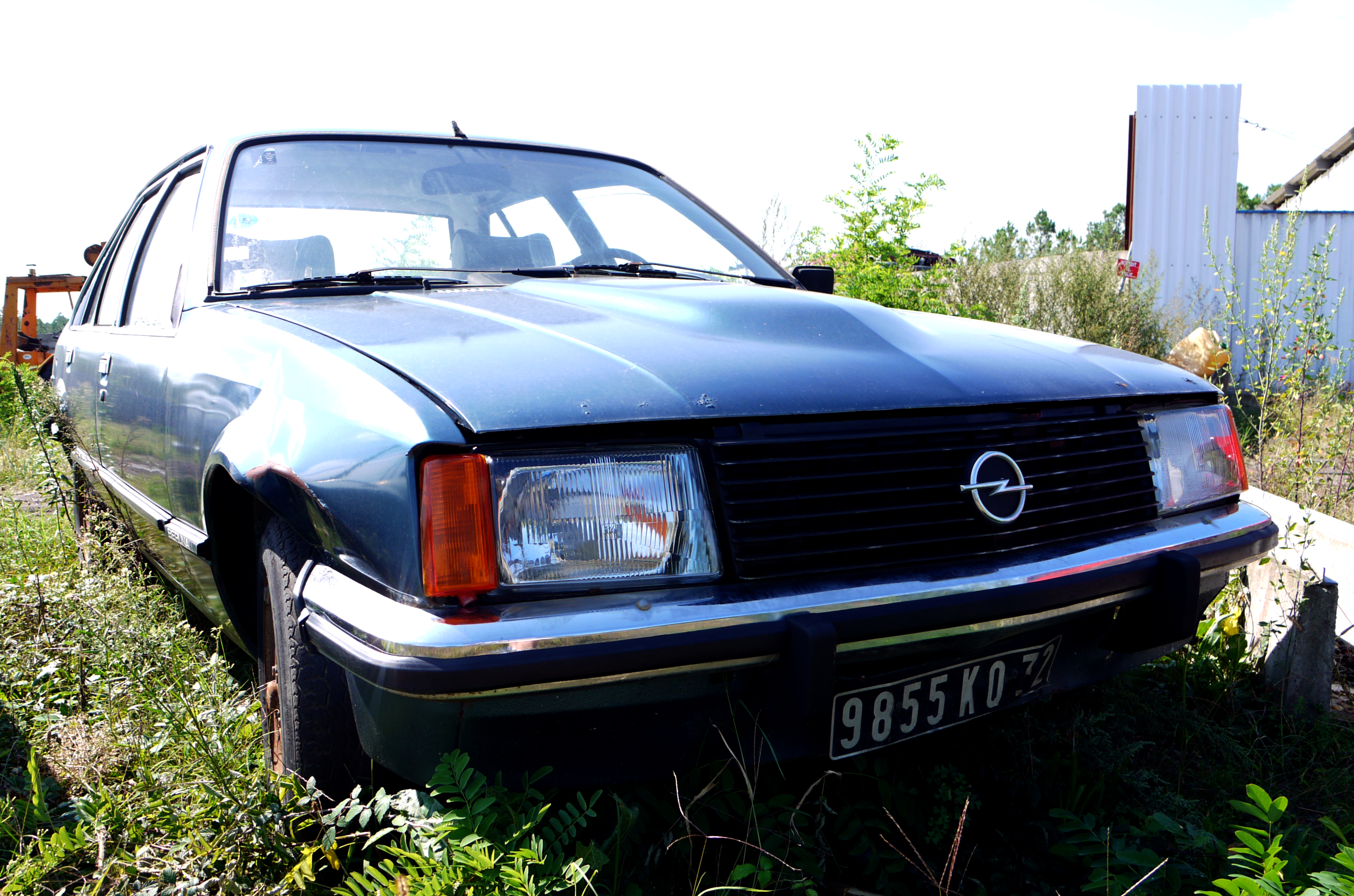
Opel Rekord E z silnikiem 2.1 D, dobrze widoczny garb na masce

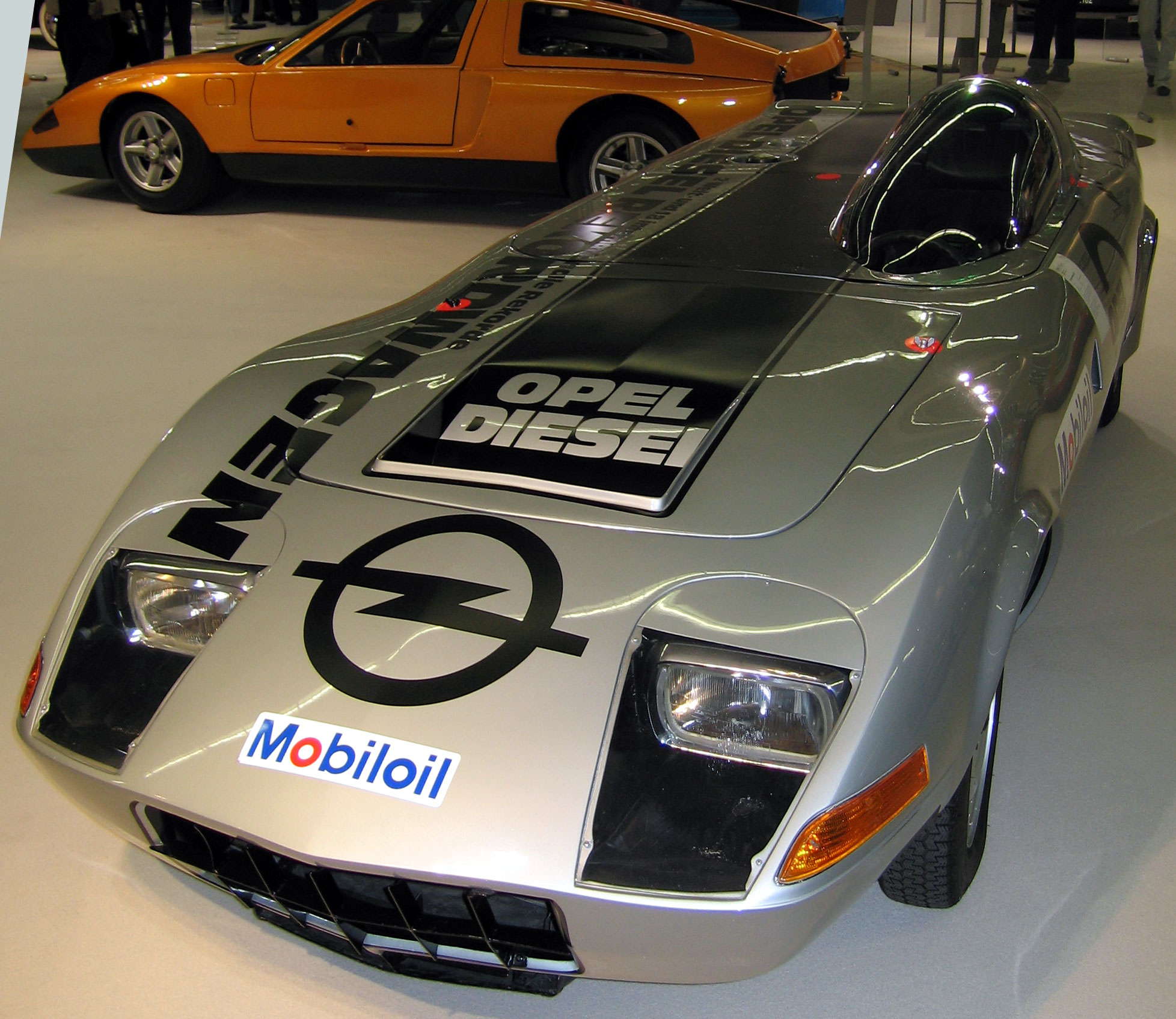
Opel GT Diesel Rekordwagen

W czerwcu 1972 roku model GT posłużył za podstawę samochodu Opel GT Diesel Rekordwagen, który miał na celu przekonanie publiczności do potencjału silnika wysokoprężnego, który wkrótce miał zasilić paletę osobowych modeli. Poddane znacznym modyfikacjom nadwozie, tylko z wyglądu przypominało model GT. Doładowany silnik o pojemności 2,1 l rozwinął moc 95 KM. Na testowym odcinku drogi w Dudenhofen, podczas trzech dni prób, doszło do ustanowienia 2 światowych i 13 międzynarodowych rekordów wśród samochodów napędzanych silnikiem wysokoprężnym Silnik o tej samej pojemności, choć pozbawiony doładowania, zastosowano po raz pierwszy w Oplu Rekordzie D. Rozwijał on moc 61 KM i rozpędzał auto do 135 km/h. W późniejszych latach pojawiły się silniki o pojemności dwóch litrów, oraz większy - 2.3, w tym także doładowane.

## Konstrukcja
Silniki oparto na charakterystycznych dla Opla jednostkach z rodziny CIH, jednak wyposażono je w górny wałek rozrządu (OHC), konieczne było więc zastosowanie przetłoczenia na masce. Wtrysk paliwa następował pośrednio, poprzez komorę wirową. W każdym silniku za sterowanie wtryskiem odpowiadała pompa Bosch VE.
Odmiana o pojemności dwóch litrów przeznaczona była głównie na rynek holenderski oraz włoski, ze względu na tamtejsze przepisy podatkowe. Inne pojemności uzyskano poprzez zmianę średnicy cylindra, niezmieniony pozostawał skok tłoka - 85 mm.
Doładowane jednostki pojawiły się po raz pierwszy w Rekordzie E2.
Wśród mocniejszych jednostek wyróżnia się silnik wyposażony w sprężarkę Comprex, Wykorzystuje ona energię kinetyczną spalin, zamieniając ją w energię potencjalną ciśnienia powietrza tłoczonego do kolektora dolotowego. Podczas tego procesu, ładunek powietrza niesie ze sobą małe ilości spalin. Większość spalin opuszcza urządzenie Comprex przez okno wydechowe, powodując tym samym podciśnienie, które zasysa świeży ładunek powietrza do urządzenia. Silnik Comprex D występował tylko w Senatorze, jednak nie cieszył się popularnością - powstało 1709 egzemplarzy. 
Sprężarki Comprex dostarczała firma Brown, Boveri & Cie, jednostki wykorzystujące klasyczne doładowanie korzystały ze sprężarek Kühnle, Kopp & Kausch (KKK).

## Dane techniczne silników wolnossących
| Kod silnika                    | 20D                             | 21D                             | 23D                             | 23D (1983-1986)                 | 23YD                            |
| ------------------------------ | ------------------------------- | ------------------------------- | ------------------------------- | ------------------------------- | ------------------------------- |
| Średnica cylindra              | 86,5 mm                         | 88 mm                           | 92 mm                           | 92 mm                           | 92 mm                           |
| Pojemność                      | 1998 cm3                        | 2068 cm3                        | 2260 cm3                        | 2260 cm3                        | 2260 cm3                        |
| Stopień sprężania              | 22 : 1                          | 22 : 1                          | 22 : 1                          | 22 : 1                          | 23 : 1                          |
| Moc maksymalna                 | 43 kW (58KM) przy 4200 obr./min | 44 kW (61KM) przy 4400 obr./min | 48 kW (65KM) przy 4200 obr./min | 52 kW (71KM) przy 4400 obr./min | 54 kW (73KM) przy 4200 obr./min |
| Maksymalny moment obrotowy     | 115 Nm przy 2400 obr./min       | 118 Nm przy 2500 obr./min       | 127 Nm przy 2500 obr./min       | 135 Nm przy 2400 obr./min       | 138 Nm przy 2400 obr./min       |
| Model pojazdu / lata produkcji | Ascona B / 09.1978 - 07.1981    | Rekord D / 09.1972 - 07.1977    | Rekord E / 08.1978 - 08.1982    | Rekord E2 / 09.1983 - 09.1986   | Omega A / 08.1986 - 03.1994     |
| Model pojazdu / lata produkcji | Rekord D / 09.1972 - 07.1977    | Rekord E / 08.1977 - 08.1978    | Rekord E2 / 08.1982 - 09.1983   | Rekord E2 / 09.1983 - 09.1986   | Omega A / 08.1986 - 03.1994     |
| Model pojazdu / lata produkcji | Rekord E / 08.1977 - 08.1978    | Rekord E / 08.1977 - 08.1978    | Rekord E2 / 08.1982 - 09.1983   | Rekord E2 / 09.1983 - 09.1986   | Omega A / 08.1986 - 03.1994     |

## Dane techniczne silników doładowanych
| Kod silnika                    | 21TD                                 | 23TD                              | 23YDT                           | 23DK                            | 23DTR                              |
| ------------------------------ | ------------------------------------ | --------------------------------- | ------------------------------- | ------------------------------- | ---------------------------------- |
| Średnica cylindra              | 88 mm                                | 92 mm                             | 92 mm                           | 92 mm                           | 92 mm                              |
| Pojemność                      | 2068 cm3                             | 2260 cm3                          | 2260 cm3                        | 2260 cm3                        | 2260 cm3                           |
| Stopień sprężania              | 17,5 : 1                             | 23 : 1                            | 23 : 1                          | 23 : 1                          | 23 : 1                             |
| Moc maksymalna                 | 69,8 kW (95KM) przy 4000 obr./min    | 63,5 kW (86KM) przy 4200 obr./min | 66 kW (90KM) przy 4200 obr./min | 70 kW (95KM) przy 4200 obr./min | 73.5 kW (100KM) przy 4200 obr./min |
| Maksymalny moment obrotowy     | 160 Nm przy 3200 obr./min            | 189 Nm przy 2200 obr./min         | 190 Nm przy 2200 obr./min       | 195 Nm przy 2200 obr./min       | 218 Nm przy 2000 obr./min          |
| Turbosprężarka                 |                                      | KKK K24                           | KKK K24                         | BBC CX 102                      | KKK K14                            |
| Model pojazdu / lata produkcji | Opel GT Diesel Rekordwagen / 06.1972 | Rekord E2 / 09.1984 - 06.1986     | Omega A / 08.1986 - 08.1988     | Senator A2 / 03.1985 - 06.1986  | Omega A / 08.1988 - 03.1994        |
| Model pojazdu / lata produkcji | Opel GT Diesel Rekordwagen / 06.1972 | Senator A2 / 10.1984 - 06.1986    | Omega A / 08.1986 - 08.1988     | Senator A2 / 03.1985 - 06.1986  | Frontera A / 02.1992 - 03.1995     |